# Мегглінген
Мегглінген (нім. Mögglingen) — громада в Німеччині, знаходиться в землі Баден-Вюртемберг. Підпорядковується адміністративному округу Штутгарт. Входить до складу району Східний Альб.
Площа — 10,27 км2. Населення становить 4242 ос. (станом на 31 грудня 2020).